# تونی کوشنر
تونی کوشنِر (به انگلیسی: Tony Kushner) نویسنده یهودی‌تبار آمریکایی است که برای نوشتن داستان‌ها و سناریوهایی همچون «فرشتگان در آمریکا»، «شش فیت زیر زمین (مجموعه تلویزیونی)» و «مونیخ» جوایز مختلفی را در عرصه ادبیات، سینما و تلویزیون کسب کرده‌است.
از مهم‌ترین این جوایز می‌توان به جایزه پولیتزر برای مجموعه کوتاه تلویزیونی فرشتگان در آمریکا و نامزدی جایزه اسکار برای نوشتن بهترین سناریوی فیلم بلند برای فیلم مونیخ اشاره کرد.او در فیلم عالی جدید و شگفت‌انگیز بازی کرده است.